# Avirostrum ochraceum
Avirostrum ochraceum är en fjärilsart som beskrevs av Bethune-Baker 1908. Avirostrum ochraceum ingår i släktet Avirostrum och familjen nattflyn. Inga underarter finns listade i Catalogue of Life.